# 双堆集镇
双堆集镇，是中华人民共和国安徽省淮北市濉溪县下辖的一个乡镇级行政单位。

## 行政区划
双堆集镇下辖以下地区：
双堆村、沈湖村、张圩村、芦沟村、陈桥村、邹圩村、李圩村、吴井村、曹坊村、任圩村、施刘村、陈集村、赵元村、马沟村、谢店村、高家村、罗集村、大桥村、熊庙村、祝庙村、三和村、张集村、刘楼村和双堆农场。